# Auguste de Peellaert
Auguste Ghislain Baró de Peellaert (Bruges, 1793 - Brussel·les, 1876) fou un militar i compositor i escriptor belga.
Feu sòlids estudis musicals i literaris, però mort el seu pare el 1814 i perduda la seva fortuna a conseqüència dels esdeveniments polítics, hagué d'ingressar en l'exèrcit, en el que ascendí fins al grau de tinent coronel. No obstant les seves ocupacions professionals, continuà cultivant la música i va compondre les següents òperes i operetes, d'algunes de les quals també va escriure el llibre;
- L'amant troubadour, (1815),
- Le sorcier par hasard, (1819),
- L'heure du rendez-vous, (1821),
- Agnés Sorel, (1823),
- Le Bermécide, (1824),
- Teniers, (1825),
- L'exilé, (1827),
- Songe et réalité, (1829),
- Faust, (1834),
- Le coup de pistolet, (1835),
- Louis de Male, (838),
- Le Barigel,
- Monsieur et madame Putiphar,
- Le mariage par testament,
- Les trois defs,
- Régilde,
- Trois contre un,
- Thécla,
- Sans dot,
- La Siréne,
- Castor et Pollux,

A més, va compondre, nombroses melodies vocals, cors, misses, càntics, pregàries, etc.
Com a literat se li deuen molts llibres de les seves pròpies òperes, diversos drames i Cinquante ans de souvenirs (Brussel·les, 1867).